# Максютовский сельсовет
Максютовский сельсовет — муниципальное образование в Кугарчинском районе Башкортостана.
Административный центр — село Максютово.

## История
Согласно Закону о границах, статусе и административных центрах муниципальных образований в Республике Башкортостан»имеет статус сельского поселения.

## Население
| 2002  | 2009  | 2010  | 2012  | 2013  | 2014  | 2015  |
| ----- | ----- | ----- | ----- | ----- | ----- | ----- |
| 2201  | ↘2111 | ↘2032 | ↘2015 | ↘1997 | ↘1982 | ↘1931 |
| 2016  | 2017  | 2018  |       |       |       |       |
| ↘1899 | ↘1861 | ↘1810 |       |       |       |       |

## Состав сельского поселения
| №  | Населённый пункт | Тип населённого пункта       | Население |
| -- | ---------------- | ---------------------------- | --------- |
| 1  | Максютово        | село, административный центр | ↘1003     |
| 2  | Назаркино        | село                         | ↗220      |
| 3  | Ардатово         | деревня                      | ↗191      |
| 4  | Зирекля          | деревня                      | ↗186      |
| 5  | Верхнее Сазово   | деревня                      | ↘179      |
| 6  | Туембетово       | деревня                      | ↘140      |
| 7  | Нижнее Сазово    | деревня                      | ↘59       |
| 8  | Симбирский       | хутор                        | ↗24       |
| 9  | Айгай-Мурсаляй   | деревня                      | ↘13       |
| 10 | Беркутово        | деревня                      | ↗11       |
| 11 | Икназарово       | деревня                      | ↘3        |
| 12 | Баш-Беркутово    | деревня                      | ↘2        |
| 13 | Нижнесюрюбаево   | деревня                      | ↘1        |

## Исполнительная власть
Адрес администрации: 453346, Республика Башкортостан, Кугарчинский район, с. Максютово, Советская ул., д. 2. Телефоны администрации: +7 (34789) 2-73-45, 2-73-49.

## Известные уроженцы
- Буянов, Иван Фёдорович (9 октября 1926 — 30 апреля 1976) — комбайнёр колхоза деревни Максютово Кугарчинского района Башкирской АССР, Герой Социалистического Труда[11].
- Кульшарипов, Марат Махмутович (род. 7 января 1941) — российский башкирский историк, доктор исторических наук (1998), профессор (2000), заслуженный деятель науки Республики Башкортостан (2001), кавалер ордена Салавата Юлаева (2009), почётный член АН РБ (2016)[12].
- Мазитов, Амир Минивалеевич (род. 5 июня 1968) — живописец, заслуженный художник Республики Башкортостан (2010), профессор Уфимской государственной академии искусств им. Загира Исмагилова[13][14][15].
- Мусин, Амир Шагалеевич (5 июля 1937 - 27 ноября 2017) — оператор цеха № 1 топливного производства Уфимского нефтеперерабатывающего завода, заслуженный нефтяник Башкирской АССР (1977), Герой Социалистического Труда[16].
- Суфьянов, Суфий Хазиевич (29 декабря 1914 — 24 января 1999) — командир стрелковой роты 79-го гвардейского стрелкового полка (26-я гвардейская стрелковая дивизия, 11-я гвардейская армия, 3-й Белорусский фронт), гвардии старший лейтенант, Герой Советского Союза[17].

## Достопримечательности
- Кэшэнэ Бэндэбикэ — историко-архитектурный памятник башкирской культуры XV-XVI вв., мавзолей легендарной Бэндэбикэ, объект культурного наследия Российской Федерации[18].